# Índice do bâton
O índice do batom é um indicador que se baseia na evidência estatística de que as vendas de cosméticos sobem em razão proporcional à queda do poder de compra dos consumidores. Em tempos de incerteza financeira, em vez dos consumidores (neste caso femininos) comprarem um artigo de luxo de maior custo, e que lhes transmite uma sensação de bem estar, refugiam-se em produtos mais baratos, como os cosméticos, que lhes permitem também sentirem-se atraentes e proporcionam um sentimento de bem-estar. Assim, as vendas de batons tendem a aumentar durante as alturas de incerteza económica ou recessões.
Este termo foi criado por Leonard Lauder (presidente da empresa Estee Lauder de cosméticos), que se apercebeu que em alturas de crise económica as vendas de batom disparavam. Este indicador tem sido testado ao longo dos anos, porém não mostra-se totalmente fiável. Por exemplo, nos meses seguintes a 11 de Setembro de 2001, a venda de bâtons duplicou. Este fato pode ser vinculado ao interesse de se ter produtos de beleza promovidos (inspirados) em celebridades.